# Флуранс, Эмиль
Эмиль Флуранс (фр. Émile Flourens; 27 апреля 1841, Париж — 7 января 1920) — сын физиолога Мари-Жан-Пьера Флуранса, французский политический деятель и министр иностранных дел Франции.

## Биография
Был адвокатом в Париже. Принадлежал к республиканской партии, но видной политической роли не играл ни при Империи, ни в первое десятилетие Республики.
В 1879 году назначен директором в министерстве культов и сохранил этот пост при всех министерствах до 1885 года, за исключением краткого перерыва при Гамбетте. Принимал деятельное участие в выработке мер против иезуитов и католического духовенства.
В декабре 1886 года получил пост министра иностранных дел в кабинете Гобле, несмотря на то, что не был ни депутатом, ни сенатором; сохранил его в кабинетах Рувье и Тирара и вышел в отставку с последним в апреле 1888 года.
Депутатом он избран лишь на дополнительных выборах в феврале 1888 года и переизбран на общих выборах 1889 года, потом 1893 года. В должности министра иностранных дел он подготовлял союз с Россией. В кабинете Гобле он находился постоянно в острых отношениях с военным министром генералом Буланже. Во время инцидента Шнёбеле (французского полицейского, заочно осужденного в Германии за шпионство, потом завлеченного на германскую территорию и там арестованного), которым Буланже хотел воспользоваться для объявления войны Германии, Флуранс настоял на не отправлении приготовленных Буланже ультиматума Германии и письма русскому императору и благополучно довел дело до мирного освобождения Шнёбеле. Во время министерства Тирара Флуранс примирил Флоке с русским правительством. Ни в кабинет Флоке, ни в какой-либо из следующих Флуранс более не входил; выступал в палате преимущественно по вопросам иностранной политики, но не часто; поддерживал все умеренные министерства, но видной роли более не играл.
На выборах в 1898 года забаллотирован и с тех пор сошел с политической сцены.